# Primera edición de Wikipedia

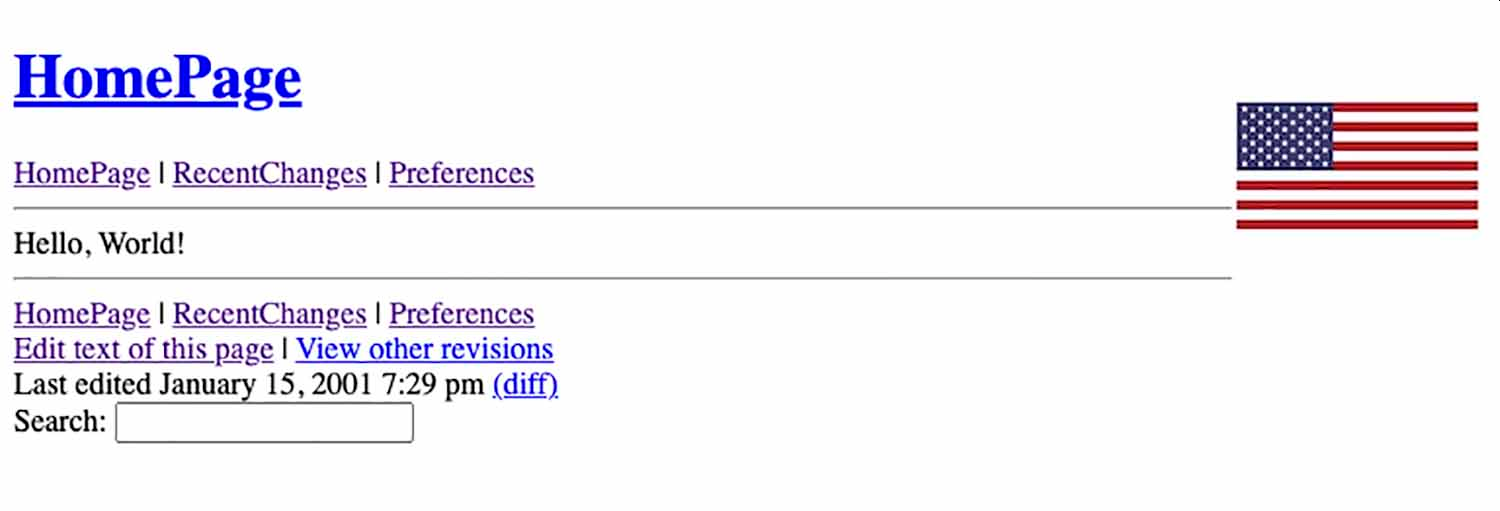
Una recreación de "¡Hola, mundo!" edición, subastada por Christie's por 750.000 dólares

La primera edición en la base de datos de Wikipedia, en HomePage, se realizó el 15 de enero de 2001 y dice en su totalidad "¡Esta es la nueva WikiPedia!". En diciembre de 2021, el cofundador Jimmy Wales anunció que vendería un sitio web que contuviera una recreación de una edición anterior que dijo haber hecho y luego eliminado, que contenía el texto "¡Hola, mundo!", al mejor postor, como un token no fungible (NFT).

## Fondo
El concepto de una enciclopedia de hipertexto con licencia libre y escrita en colaboración se planteó por primera vez en la década de 1990; Richard Stallman propuso una "Enciclopedia universal gratuita y recurso de aprendizaje" en 1998. En 2001, Larry Sanger concibió inicialmente Wikipedia como una fuente de entradas voluntarias del público en general que luego podrían "introducirse en" Nupedia, una enciclopedia colaborativa fundada por Jimmy Wales y escrita por "contribuidores voluntarios calificados" con un multipaso proceso de revisión por pares . Un mensaje enviado por Sanger a la lista de correo de Nupedia decía: "Sígame la corriente [...] vaya allí y agregue un pequeño artículo. Tomará cinco o diez minutos". El 13 de enero de 2001 se registró el nombre de dominio de Wikipedia, y el 15 de enero de 2001 se lanzó Wikipedia.

## Primera edición

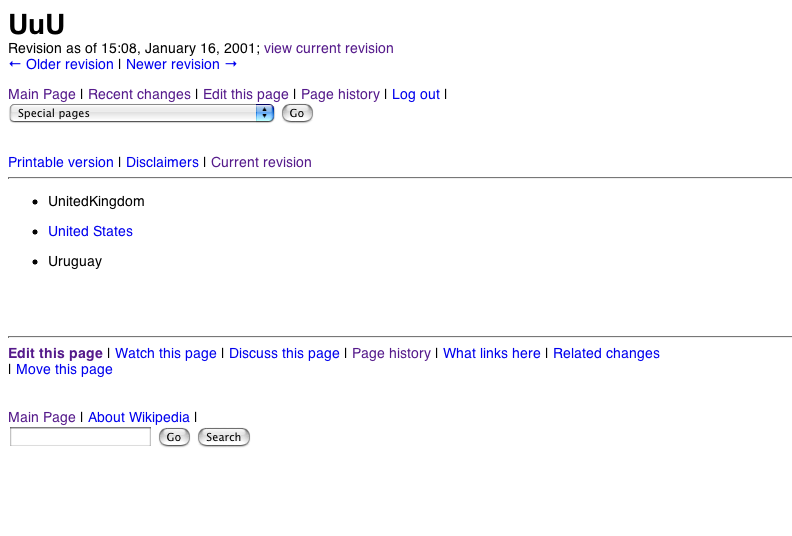
La edición del 16 de enero de 2001 de UuU que anteriormente fue la edición más antigua que sobrevivió en la base de datos de Wikipedia.

Históricamente, la primera edición sobreviviente en la base de datos de Wikipedia fue una revisión del 16 de enero de 2001 de la página UuU, creada como una lista de países que comienzan con la letra U y con un título extraño debido a consideraciones de software de la época . Sin embargo, los historiales de páginas durante ese tiempo no fueron almacenados de manera confiable por el software UseModWiki ; En 2010, el desarrollador de Wikimedia, Tim Starling, encontró registros previamente inaccesibles de las primeras revisiones de UseModWiki en los archivos. Cuando estas ediciones se importaron a la base de datos de Wikipedia el 30 de julio de 2019 (UTC), su primera edición registrada fue la creación de HomePage el 15 de enero de 2001 con el texto "¡Esta es la nueva WikiPedia!" por una persona anónima usando el servidor office.bomis.com. Al ser informado de la importación de estas ediciones, Wales dijo:
Para que conste, estas son las ediciones más antiguas que se han encontrado, pero no las ediciones más viejas. En los primeros días de la wiki de Usemod, borraba muchas cosas *en el disco duro* (ya que esta era la única forma de hacerlo realmente). Esos nunca serán encontrados, por supuesto. Las primeras palabras, pronto borradas, fueron "Hello, World!"

## Venta de tokens no fungibles
El 3 de diciembre de 2021, Wales anunció que vendería, a través de la casa de subastas Christie's, un token no fungible (NFT) de una recreación de lo que afirmó ser la primera edición de Wikipedia, realizada antes de "This is la nueva WikiPedia!". La edición de Gales, cuya marca de tiempo figuraba como 18:29 UTC del 15 de enero de 2001, estaba en la página HomePage. Consistía en el texto "¡Hola, Mundo!"; se hizo como prueba y posteriormente se borró. Anteriormente, otros tokens que hacían referencia a "[piezas] de la historia de Internet" se habían convertido en "NFT tremendamente caros". En junio de 2021, Sotheby's subastó un token que hacía referencia a un GIF animado hecho a partir de un archivo de texto de la fuente original de Tim Berners-Lee. código para algunas características de la World Wide Web ; se vendió por $5,434,500 USD.
El producto vendido no era propiedad real de la edición (ya que el contenido de Wikipedia se publica bajo una licencia copyleft ), sino más bien un "elemento digital" que registra el nombre del comprador junto con una URL de la edición y por sí mismo no le confiere al propietario ningún derecho especial. . Sin embargo, se hicieron planes para configurar un sitio web, "Editar este NFT", reflejando solo la página original; el comprador podría editarlo. Se vendió por 750.000 dólares estadounidenses. Numerosos editores de Wikipedia se opusieron a la venta por varios motivos. Algunos editores, incluidos los administradores, argumentaron que el uso de Wales de su propia página de perfil de usuario para anunciar la venta era una violación de las pautas de Wikipedia contra la autopromoción. Otros editores criticaron la venta con el argumento de que la escasez artificial de NFT es incompatible con los principios de conocimiento libre de código abierto de Wikipedia. En términos generales, no se opusieron a la venta de iMac, pero se opusieron a la NFT por representar lo que percibieron como la monetización invadiendo la plataforma.